# Michele Benedetto (calciatore)
Michele Benedetto (Torino, 26 dicembre 1941) è un ex calciatore e allenatore di calcio italiano, di ruolo difensore.

## Carriera

### Giocatore

Benedetto alla Juventus nel 1961, premiato come miglior giocatore del Torneo di Viareggio.

Cresce nelle file della Juventus con cui nel 1961 vince il Torneo di Viareggio, venendo al contempo eletto miglior giocatore della manifestazione. L'anno seguente viene ceduto alla Carrarese, con cui raggiunge la Serie C nel 1962-1963 e disputa altre quattro stagioni.
Dopo due campionati con l'Arezzo, sempre in terza serie, si trasferisce al Catanzaro dove raggiunge la promozione in Serie A al termine del campionato di Serie B 1970-1971. Con i calabresi disputa una stagione in massima categoria totalizzando 16 presenze.
Nel 1972 passa al Parma dove gioca gli ultimi cinque tornei della sua carriera, ottenendo una promozione in cadetteria nel 1972-1973 e incappando in una retrocessione due anni più tardi.

### Allenatore
Nei primi anni ottanta siede sulla panchina del Carpi, nel Campionato Interregionale.

## Palmarès

### Giocatore

#### Club

##### Competizioni nazionali
- Campionato italiano Serie C: 1

Arezzo: 1968-1969
Parma: 1972-1973 (girone A)
- Campionato italiano Serie D: 1

Carrarese: 1962-1963 (girone A)

##### Competizioni giovanili
- Torneo di Viareggio: 1

Juventus: 1961

#### Individuale
- Miglior calciatore del Torneo di Viareggio: 1

1961